# Gran Premio de la Costa Normanda
El Gran Premio de la Costa Normanda (en francés: Grand Prix de la Côte Normande ) era una carrera ciclista profesional de una sola etapa que se disputó entre los años 1978 y 1983 en la costa de Normandía, en Francia.
La prueba fue ampliamente dominada por ciclistas franceses. Ningún corredor se impuso en más de una ocasión.

## Palmarés
- 1978:  Roger Legeay
- 1979:  Bernard Becaas
- 1980:  André Chalmel
- 1981:  Christian Levavasseur
- 1982:  Joop Zoetemelk
- 1983:  Alain Vigneron

## Palmarés por países
| País         | Victorias |
| ------------ | --------- |
| Francia      | 5         |
| Países Bajos | 1         |